# Ceradenia praeclara
Ceradenia praeclara är en stensöteväxtart som beskrevs av Luther Earl Bishop. Ceradenia praeclara ingår i släktet Ceradenia och familjen Polypodiaceae. Inga underarter finns listade.